# Hit-Boy
Hit-Boy, seltener auch Hit Boy geschrieben, ist der Künstlername von Chauncey Hollis (* 21. Mai 1987). Er ist ein US-amerikanischer Musikproduzent und Rapper aus Fontana, Kalifornien.

## Biografie

### Beginn der Karriere
Hollis begann im Alter von 13 Jahren zu rappen. Mit 15 lernte er von einem Freund das Produzieren und musizierte gemeinsam mit ihm unter dem Namen Frontrunners. Im Alter von 17 gründete er dann mit einem anderen Freund das Duo Hit Boys und lud seine Musik auf der Plattform MySpace hoch. Nachdem er sich von seinem Kollegen trennte, strich er aus dem Namen einfach das Plural-s und benutzte fortan das Pseudonym Hit-Boy als eigenen Künstlernamen. Er stellte weiterhin seine Produktionen in das World Wide Web ein, wodurch ihn schließlich der ebenfalls als Produzent tätige Polow da Don entdeckte und ihn für das Interscope-Imprint Zone 4 unter Vertrag nahm.

### Erste Erfolge
Seine erste professionell veröffentlichte Arbeit erschien schließlich auf Jennifer Lopez’ Album Brave. Hier trug Hit-Boy zur Produktion des Stücks Forever bei. 2009 wurde erstmals eine Produktion von ihm als Single ausgekoppelt. Dabei handelte es sich um das von Mary J. Blige vorgetragene Lied Stronger aus dem Soundtrack zum Dokumentarfilm More Than a Game, der die Highschool-Zeit von LeBron James behandelt. Im darauf folgenden Jahr erreichte er mit Drop the World von Lil Wayne featuring Eminem seinen ersten Charterfolg in den Billboard Hot 100. Der von ihm produzierte Song gelangte dort bis auf Platz 18.

### GOOD MusicundNiggas in Paris
2011 wurde er von Kanye West für zwei Jahre für dessen Label GOOD Music als Hausproduzent verpflichtet. Hit-Boy hatte West bereits früher im Tonstudio Record Plant in Los Angeles getroffen, wo er ihm eine Demoaufnahme mitgab. Diese Verbindung führte nicht nur zur Zusammenarbeit mit den GOOD-Music-Künstlern Pusha T, John Legend und Big Sean, sondern auch zum 2011 veröffentlichten Stück Niggas in Paris, interpretiert von Jay-Z und Kanye West. Es wurde zu Hit-Boys größtem Erfolg, als es zu Beginn des Jahres 2012 auf Position 5 der US-amerikanischen Hitparade geführt wurde. Darüber hinaus erhielt er für sein Songwriting auf diesem Werk den Grammy Award for Best Rap Song.

### Laufbahn als Rapper
Ab 2012 begann Hit-Boy vermehrt wieder als Rapper in Erscheinung zu treten. Zunächst war er auf mehreren Mixtapes zu hören, bevor 2013 sein Vertrag mit Good Music auslief und er schließlich erneut bei Interscope einen Kontrakt erhielt, der ihm auch ein eigenes Imprint, Hits Since ’87, zusicherte. Hierüber veröffentlichte er 2014 nur digital das Album We the Plug, das ihn und die von ihm unter Vertrag genommenen Künstler vorstellte. Es konnte sich in diversen Spartencharts des Billboard-Magazins platzieren.
Daneben erschienen ab 2013 einige Singles unter seinem eigenen Namen, die jedoch ohne kommerzielle Bedeutung blieben.
2020 produzierte er Nas’ dreizehntes Studioalbum King’s Disease, auf welchem er in der Single Ultra Black auch als Rapper auftritt.
2021 produzierte er drei weitere Alben von Nas, King's Disease II, Magic und King‘s Disease III.

## Diskografie

### Als Hauptkünstler
Alben
- 2014: We The Plug (mit HS87)
- 2017: Courtesy of Half-A-Mil (mit Dom Kennedy)
- 2019: Family Not a Group (mit SOB X RBE)
- 2023: SURF OR DROWN
- 2023: SURF OR DROWN, Vol. 2

Singles
- 2013: Show Me Something (featuring B. Carr)
- 2014: Fan (featuring 2 Chainz)
- 2015: Automatically
- 2015: Stay Up (featuring Sage the Gemini & K. Roosevelt)
- 2015: Bussin Moves (featuring Pusha T & Quentin Miller)
- 2015: That’s What I Get (featuring James Fauntleroy)

### Als Produzent
Singles
- 2009: Stronger (von Mary J. Blige aus dem More Than a Game-Soundtrack)
- 2010: Drop the World (von Lil Wayne featuring Eminem aus Rebirth; ×4Vierfachplatin  (+ 4.000.000) der RIAA[7])
- 2011: Lay It on Me (von Kelly Rowland featuring Big Sean aus Here I Am)
- 2011: Niggas in Paris (von Jay-Z & Kanye West aus Watch the Throne; ×5Fünffachplatin  (+ 5.000.000) der RIAA[8])
- 2012: Goldie (von ASAP Rocky aus Long.Live.A$AP)
- 2012: Cold.1 (von Kanye West & DJ Khaled aus Cruel Summer)
- 2013: Backseat Freestyle (von Kendrick Lamar aus Good Kid, M.a.a.d. City)
- 2014: ***Flawless (von Beyoncé featuring Chimamanda Ngozi Adichie aus Beyoncé)

## Auszeichnungen
- 2012: Grammy Award for Best Rap Song für Niggas in Paris als Songwriter[9]